# L’asilo d’Amore
L’asilo d’Amore (česky Útočiště Lásky) je slavnostní opera k oslavě narozenin císařovny Alžběty Kristýny. Složil ji vídeňský dvorní skladatel Antonio Caldara na libreto Pietra Metastasia. Původně měla být provedena v zámeckém divadle v Českém Krumlově, když se císařský pár vracel z lázní v Čechách do Vídně. Vzhledem k tragické nehodě na lovu u Brandýsa nad Labem, kdy zahynul Adam František ze Schwarzenbergu, majitel Českého Krumlova, byla opera provedena v Linci.

## Inscenační historie opery

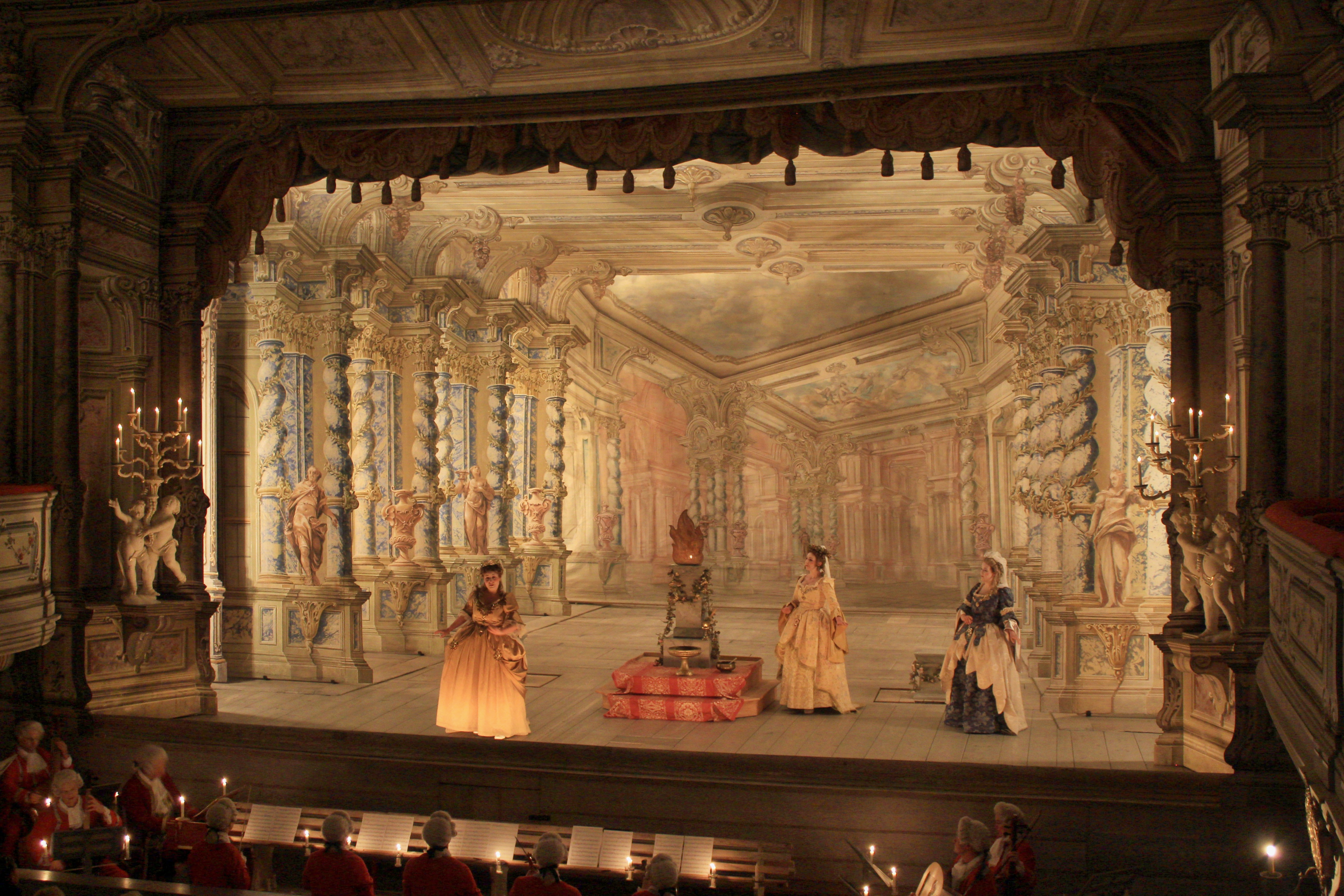
Zámecké divadlo v Českém Krumlově - místo původně plánovaného uvedení v roce 1732 i novodobé české premiéry v roce 2016.

Opera byla komponována na objednávku císaře Karla VI. pro oslavu narozenin jeho manželky, císařovny Alžběty Kristýny, které připadaly na 28. srpna 1732. Původně měla být provedena v divadle na zámku Český Krumlov během návratu císařského páru z Čech do Rakouska.
Dne 10. června 1732 se císař zúčastnil lovu na jelena, který pro něho uspořádal u Brandýsa nad Labem jeho hostitel a nejvyšší císařský štolba Adam František ze Schwarzenbergu. Nešťastnou náhodou císař zasáhl svého hostitele střelou do břicha a Adam František ze Schwarzenbergu následkem této rány druhý den zemřel. Z tohoto důvodu bylo nevhodné, aby se opera uváděla v Českém Krumlově, který byl majetkem zesnulého. Proto byla oslava císařovniných narozenin i provedení opery přesunuto do Lince. Scénu a kulisy vytvořil dvorní malíř a architekt Giuseppe Galli da Bibbiena.
Vzhledem k tomu, že šlo o dvorní operu, nebyla partitura poskytnuta žádnému divadlu k dalšímu provedení a nebyla tedy znovu uvedena. Dochoval se ale rukopis partitury, který je uchováván v archivu Společnosti přátel hudby ve Vídni (Gesellschaft der Musikfreunde in Wien). Dále se zachovaly partitury v Rakouské národní knihovně a ku příležitosti premiéry bylo v Linci vydáno tiskem libreto opery.

### Novodobá premiéra
Opera byla znovu provedena po 284 letech na původně plánovaném místě. Česká a novodobá premiéra s barokním souborem Ondřeje Macka Hof-Musici se konala 16. září 2016 v zámeckém barokním divadle v českokrumlovského zámku, reprízy pak 17. a 18. září 2016. Pro tuto příležitost byly zhotoveny kostýmy hlavních postav podle původních návrhů Daniele Antonia Bertoliho.
Při příležitosti tohoto nového uvedení proběhla ve dnech 17.–18. září 2016 v Českém Krumlově dvoudenní mezinárodní muzikologická konference Antonio Caldara nel contesto del suo tempo (Antonio Caldara v kontextu své doby).

## Osoby a obsazení
| osoba                                          | premiéra (Linec, 28. 8. 1732)       | česká premiéra (Český Krumlov, 16. 9. 2016) |
| ---------------------------------------------- | ----------------------------------- | ------------------------------------------- |
| Venere (Venuše)                                | Theresa Holzhauser (soprán)         | Kristýna Fílová (soprán)                    |
| Amore (Amor)                                   | Domenico Holzhauser (chlapecký alt) | Pavla Štěpničková (mezzosoprán)             |
| Pallade (Pallas Athéna)                        | Barbara Pisani (soprán)             | Jana Dvořáková (soprán)                     |
| Apollo (Apollón)                               | Gaetano Orsini (alt)                | Veronika Mráčková Fučíková (mezzosoprán)    |
| Mercurio (Merkur)                              | Domenico Genovesi (soprán)          | Lucie Prokopová (soprán)                    |
| Marte (Mars)                                   | Christoph Praun (bas)               | Ivo Michl (basbaryton)                      |
| Proteo (Próteus)                               | Gaetano Borghi (tenor)              | Tomáš Kočan (tenor)                         |
| sbor Géniů, Amorini, tančící Nereidy a Tritóni |                                     |                                             |
| Dirigent                                       | Georg Reuter                        | Ondřej Macek                                |

## Děj opery

### Prolog
Pobřeží ostrova Kypr, zde stojí Amor, převlečený za malého rybáře. Přichází Venuše a vytýká milovanému synovi jeho nezbednosti a žerty, které rozzlobily i bohy, takže jej hledají a chtějí potrestat. Venuše mu navrvhuje několik možných úkrytů: v houfu nymf, ve skupině mládenců či mezi zralými muži. Amor ale vždy najde argumenty, proč by byl v tom kterém převleku snadno odhalen. Blíží se ale pohněvaní bohové. Amor prosí matku, aby jim šla v ústrety a zdržela je. Ujišťuje ji, že si najde spolehlivou skrýš.

### Jednání
Venušin palác na Kypru. Přicházejí Merkur, Mars, Apollón a Pallas Athéna v doprovodu Géniů a hledají Amora, aby jej předvedli před Iova k potrestání. Bohové přednášejí Venuši svoje stížnosti a popisují Amorova provinění. Apollón si stěžuje, že mu Amor odňal lyru a pobláznil láskou múzy. Mars je rozezlen, že válečníci, okouzleni láskou k ženám nechtějí bojovat. Merkur ukazuje, že láska otupuje lidskou tvořivost a vynalézavost. Pallas upozorňuje, že láska popletla hlavy i mudrcům. Všichni bohové volají po přísném Amorově potrestání.
Venuše uznává provinění synova, ale přesvědčuje bohy o tom, že kdyby byla zahubena láska, byla by to pro svět osudná ztráta. Navrhuje tedy, aby byl Amor jako malý chlapec vychován a napraven. Jako vychvatele Amorovi jsou postupně navrhováni: Čas, Hněv, Námaha či Rozum. Všechny tyto varianty jsou ale bohy zavrženy jako nedostatečné a znovu volají po Amorově potrestání.
Na moři se objeví v lastuře tažené mořskými koníky Próteus. Oznamuje bohům, že Amor se polepšil, zušlechtil a dospěl, když nalezl útočiště v kolébce císařovnině. Bohové po této zprávě upouštějí od své pomsty. Na oslavu usmíření zpívají Bohové i  Géniové, Nereidy a Tritóni tančí.

## Libreto
Jak je zmíněno výše, dvůr neposkytoval jím objednaná díla k provedení divadlům či jiným subjektům. Stejné, nebo upravené libreto bylo ale zhudebněno dalšími skladateli.
| rok            | skladatel                  | datum uvedení     | místo uvedení                       | poznámka |
| -------------- | -------------------------- | ----------------- | ----------------------------------- | --- |
| 1732           | Antonio Caldara            | 28. srpna 1732    | Linec                               | „festa teatrale per musica“ k oslavě narozenin císařovny Alžběty Kristýny                                                                                                  |
| 1732 nebo 1737 | Giuseppe Antonio Paganelli | 1732 nebo 1737    | Braunschweig, Hoftheater            | „festa teatrale“ |
| 1738           | Giovanni Battista Pescetti | 1738 jaro         | Londýn, King’s Theatre am Haymarket | „intermezzo“ |
| 1742           | Johann Adolf Hasse         | 1742 červenec     | Neapol                              | „festa teatrale“; znovu uvedeno 7. října 1743 k narozeninám Augusta III. v Hubertusburgu (Neville uvádí, že toto bylo první uvedení díla.)                                 |
| 1743           | Paolo Scalabrini           | 1743              | Vídeň                               | „festa teatrale“ |
| 1750           | Francesco Corselli         | 1750              | Madrid, Coliseo del Buen Retiro     | „serenata“ k oslavě svatby infantky Marie Antonie Španělské a Viktora Amadea III., hraběte savojského; reprízováno 12. dubna 1759 v Buen Retiro, Salón de Reinos v Madridu |
| 1758           | Niccolò Jommelli           | 1758              | Stuttgart, Hoftheater               | |
| 1769           | Giuseppe Sarti             | 22. července 1769 | Christiansborg, Hoftheater          | „dramatische Kantate“, libreto přepracoval Jacques-Marie Deschamps pod názvem L’asile de l’amour                                                                           |
| 1775           | anonym (Pasticcio)         | 1775              | Londýn                              | „cantata“, libreto přepracoval Francesco Badini pod názvem La difesa d’amore.                                                                                              |
| 1787           | Petr Alexejevič Skokov     | 1787              | Neapol                              | |
| 1789           | Johann Gottfried Schicht   | 1789              |                                     | |
| 1797           | Gottlob Benedict Bierey    | 1797              |                                     | |

### Digitalizovaná libreta
1. ↑   Libretto (italienisch/deutsch) der Serenata von Johann Adolph Hasse, Hubertusburg 1743 [online]. Digitalisierung und Erschließung der Librettosammlung Her der Bayerischen Staatsbibliothek [cit. 2016-09-20]. Dostupné online. (italsky, německy)
2. ↑  METASTASIO, Pietro. L'Asilo d'Amore: serenata da cantarsi nel Regio Palazzo del Buon-Rêtiro, etc. El asilo del amor: serenata que se ha de cantar, etc. It. and Sp [online]. Britská knihovna, 1750, rev. 2013-06-27 [cit. 2016-09-21]. Dostupné online. (španělsky)